# 베어 너클 III
《스트리츠 오브 레이지 3》, 《베어 너클 III》로 불리는 메가드라이브의 1994년 게임은 벨트스크롤 격투 게임으로, 이전작으로 베어 너클 2가 있었다.

## 게임시스템 특징
베어 너클 시리즈 중에서 사상 처음으로 히든 캐릭터 시스템을 도입했으며 그 캐릭터로는 중간보스인 애쉬와 빅티, 그리고 첫 스테이지의 보스인 시바가 해당되었다. 전 시리즈 중 난이도가 가장 낮다. 다만 전체적으로 보스들 패턴이 대단히 짜증나고 까다로워져서 스트레스를 받게 한다. 달리기 시스템이 모두 있어 게임플레이가 많이 수월해졌다. 필살기 시스템도 개선이 되어 OK가 되었을 때 사용하면 체력이 줄지 않는다. 무기에도 내구도가 생겨서 적을 때리거나 무기필살기를 쓸 경우 내구도가 소모되어 사라진다. 또한 필살기 레벨업 시스템이 추가되어 일정 점수마다 그랜드어퍼 등의 대쉬필살기가 파워업되며 연출이 변화하여 3회까지 레벨업한다. 그 외에도 각 캐릭터마다 잘 쓰는 무기의 무기필살기를 가지고 있어서 무기를 든 채 대쉬필살기나 체력소모 필살기를 쓸 경우 잔 길버트를 제외하고 3인의 캐릭터들은 고유의 필살기가 나간다. 다만 2편의 호쾌함과 시원시원함이 줄어들어서 재미면에서는 오히려 나쁜 평가도 늘어났다. 베어너클 2에 비해서 스토리성이 상당히 강해졌고, 후반 스테이지에서 인질을 구출하느냐 하지 못하느냐에 따라 마지막 스테이지가 분기가 되며 엔딩도 달라지게 된다.

## 등장인물

### 액슬 스톤
- 25세
- 183cm / 75kg

### 블레이즈 필딩
- 24세
- 167cm / ?kg

### 새미 헌터
- 14세
- 147cm / 40kg

### 잔 길버트 박사
- 나이 불명
- 201cm / 153kg

3탄에서 처음 등장한다. 전 마약 밀매조직의 일원이었으나, 이후 액셀과 블레이즈에게 힘을 보탠다. 잔은 두 사람에게 밀매조직이 폭탄을 이용하여 도시를 파괴하려 한다는 음모를 알린다. 그는 몸의 일부를 로봇으로 개조한 사이보그이다. 2편의 맥스 대신 등장했지만 파워캐릭터라기엔 타격이나 던지기 공격력은 매우 평범하며 대신 리치가 매우 길다. 그는 무기를 이용하여 에너지 볼로 전환하여 적을 공격하기 때문에 무기를 집어도 사용이 불가능하며 무기필살기도 없다. 필살기는 일렉트릭 바디 및 일렉트릭 핸드로, 몸에서 전기 동력을 발생시켜 적에게 피해를 입힌다. 전 캐릭터들 중에 공격 범위가 일렉트라 다음으로 길다. 파워업 필살기의 경우 숄더태클 횟수가 늘어나는 심심한 연출 뿐이고 (더구나 공격범위 때문에 동료 플레이어까지 같이 쓸어버리는 일이 잦다) 무기도 사용불가능한 등 상당히 성의없이 만들어진 캐릭터라는 평이 많고 플레이하는 재미도 대단히 떨어지며 캐릭터로서의 매력도 떨어지는 덕분에 베어너클3의 나쁜 평가에 한 몫을 담당한 캐릭터.

### 빅티
- 8세
- 159cm / 76kg

북미판에서의 이름은 캥거루에서 따온 루이다. 빅티는 2스테이지에서 조련사의 명령으로 플레이어를 공격하는 서커스단의 동물인데, 만약 플레이어가 브루스(조련사)만 해치우고 빅티를 살려 줄 경우, 이후 플레이어가 선택 가능한 캐릭터로 바뀐다. 단, 베어너클 리메이크 Ver.5에서의 모든 히든 캐릭터들은 캐쉬로 구입해야 하는 조건 때문에 빅티가 살아있는 상태에서 브루스만 죽이면 빅티는 김괴와 목줄을 버리고 도망친다. 빅티는 플레이어와의 협력 공격도 가능하다. 단 공격 범위가 좁고 위력이 약하며 무기를 잡을 수 없다. 리메이크에서는 인기투표에서 밀렸는지 Ver.4버전에서는 선택할 수 없고 Ver.5 버전에서만 빅티를 플레이어로 선택할 수 있다. 베어너클 리메이크 Ver.5에서 상점 시스템의 도입에 따라 히든캐릭터는 캐쉬로 구매할 수 있게 되었는데 빅티의 상점가는 가장 저렴한 50,000이다. 빅티의 원호공격은 레귤러 플레이어와 마찬가지로 경찰을 소환한다.

### 애쉬
- 35세
- 204cm / 84kg

1스테이지에서 최초로 중간보스로 등장하며, 호모이다. 그는 동력 보트에 졸개 캐릭터들을 태워서(북미판에서는 등장하지 않으므로 동력보트에 졸개 캐릭터들을 태워서 플레이어에게 조달하는 것을 시바가 한다.) 플레이어에게 조달하는 운전사 노릇을 하다가, 졸개들이 모두 제압당하면 직접 자신이 플레이어를 상대한다.(북미판에서는 애쉬가 등장하는 것이 아니라 도노반과 똑같이 생긴 외관에 체력을 주인공의 2배이상 보유하며 스피드 역시 도노반의 거의 3배 가까운 수준의 '보노'라는 이름의 졸개 캐릭터로 대체된다.) 기분나쁜 웃음소리를 내며 플레이어에게 빠르게 접근하여 던지기 기술을 사용한다. 설정상의 문제 때문에 일본판 이외에 다른 언어로 되어 있는 팩에서는 등장하지 않는다. 하지만 리메이크 Ver.4에서는 어디로 가느냐에 따라 다르겠지만 첫 번째 스테이지에서 옥상으로 올라가지 않고 밖으로 나가서 바본(Barbon)을 쓰러뜨리면 두 번째 스테이지에서 길거리가 나오는데 이때 나이트클럽에 들어가면 그 곳의 중간보스로 등장한다. 리메이크 Ver.5에서는 첫 스테이지를 베어너클3의 루트로 선택하면 중간보스로 등장하며 베어너클 리메이크의 루트로 선택할 경우 '아틀라스 나이트클럽'에 들어가면 중간보스로 등장하기도 한다. 원작에서는 특정 묘수를 사용하면 플레이어가 사용할 수도 있다. 플레이어 캐릭터가 된 애시는 다소 코믹해 보이는 외관과는 달리, 게임 밸런스를 망치기에 충분한 공격력을 자랑한다. 하지만 베어너클 리메이크에서 이러한 점이 보완되었으며 베어너클 리메이크 Ver.5에서 상점 시스템의 도입에 따라 히든캐릭터는 캐쉬로 구매할 수 있게 되었는데 애쉬의 상점가는 60,000이다. 베어너클 리메이크에서 애쉬의 원호공격은 필살기로 속성을 지닌다.

## 평가
| 평가                                                                                    |          |
| --------------------------------------------------------------------------------------- | -------- |
| 통합 점수 통합사 점수 게임랭킹스 SMD: 83% [ 1 ] 평론 점수 평론사 점수 EGM 7.25/10 [ 2 ] |          |
| 통합 점수                                                                               |          |
| 통합사                                                                                  | 점수     |
| 게임랭킹스                                                                              | SMD: 83% |
| 평론 점수                                                                               |          |
| 평론사                                                                                  | 점수     |
| EGM                                                                                     | 7.25/10  |

## 같이 보기
- 베어 너클 1
- 베어 너클 2